# Ángelo Quiñones
Ángelo Nataniel Quiñones Tapia (* 20. Juli 1998 in Catemu) ist ein chilenischer Fußballspieler, der als defensiver Mittelfeldspieler eingesetzt wird.

## Karriere
Ángelo Quiñones begann 2013 in der Jugend der Santiago Wanderers, nachdem er vom Amateurverein Carmelo de Praga aus seiner Heimatstadt gekommen war. 2016 rückte er in die erste Mannschaft auf und gab während der Copa Chile 2016 sein Pflichtspieldebüt. Im Januar 2017 erlitt er eine schwere Verletzung, fiel für den Rest der Saison aus und kehrte erst 2018 nach über einem Jahr auf den Platz zurück. Während dieser Zeit gehörte er zum Kader, der die Copa Chile 2017 gewann.
Zur Saison 2019 wurde er an Unión La Calera verliehen, wo er jedoch kaum Einsatzzeit erhielt. Nach seiner Rückkehr zu den Santiago Wanderers verletzte er sich erneut und kam erst später wieder zum Einsatz. Sein Vertrag lief am Saisonende aus und wurde nicht verlängert.
2021 schloss sich Quiñones ablösefrei Deportes La Serena an, wo er nur unregelmäßig spielte. Nach dem Ende seines Vertrags Ende 2022 war er 2023 vereinslos. Im März 2024 unterschrieb er bei Unión San Felipe in der Primera B. Zur Saison 2025 stand er erneut ohne Verein da.

## Erfolge
Santiago Wanderers
- Copa Chile: 2017